# Michael Anthony
Michael Anthony Sobolewski (født 20. juni 1954) er en amerikansk musiker, der i øjeblikket er bassist og backing vokalist for supergrupperne Chickenfoot og the Circle. Anthony var tidligere bassist og baggrundsvokalist for Van Halen fra 1974 til 2006.